# Stazione di Gagliole
Stazione di Gagliole vasútállomás Olaszországban, Marche régióban, Gagliole településen.

## Vasútvonalak
Az állomást az alábbi vasútvonalak érintik:
- Civitanova-Fabriano-vasútvonal

## Kapcsolódó állomások
A vasútállomáshoz az alábbi állomások vannak a legközelebb: 
- Stazione di San Severino Marche
- Stazione di Castelraimondo-Camerino